# 神戸市立盲学校
神戸市立盲学校（こうべしりつ もうがっこう）は、兵庫県神戸市中央区にある市立特別支援学校。視覚障害がある児童・生徒を対象とする。
神戸市の再開発地区「ハーバーランド」に位置し、同一敷地内に神戸市立湊小学校が隣接しながら設置されている。神戸市における視覚障害教育のセンター的機能を担っている。

## 設置学部
- 幼稚部
- 小学部
- 中学部
- 高等部（本科）
  - 普通科
  - 保健理療科
- 高等部（専攻科）
  - 理療科
  - 保健理療科
- ひとみ教室（通級指導）

## 歴史
公式サイト「沿革」による。
- 1939年5月 - 神戸市立盲学校創立、入学式・始業式挙行。元神戸市立御崎小学校校舎（神戸市林田区御崎町2-19）[2]を使用して授業開始。
- 1945年1月 - 兵庫県立盲学校へ戦時疎開。
- 1945年3月 - 戦災のため御崎町の校舎を全焼。
- 1947年4月 - 神戸市立真野小学校の一部を借用して移転。
- 1948年 - 盲学校就学義務制度実施により小学部・中学部・高等部設置。
- 1953年 - 神戸市立神港高等学校の一部へ移転。
- 1954年 - あんま師、はり師、きゅう師養成学校として認定。
- 1969年 - 大開校舎（神戸市立大開小学校（現在の神戸市立兵庫大開小学校）に併置）へ移転。
- 1970年 - 幼稚部設置。
- 1971年 - 高等部理療科専攻科2部・小学部重複障害学級設置。
- 1972年 - 高等部普通科設置。
- 1976年 - 中学部重複障害学級設置。
- 1988年 - 現校舎に移転。
- 1995年 - 高等部専攻科保健理療科設置。

## 通学区域
神戸市全域。大半の児童生徒はスクールバスによる通学をしている。

### 入学資格
- 両眼の矯正視力がおおむね0.3未満のもの又は視力以外の視機能障害が高度なもののうち、拡大鏡等の使用によっても通常の文字、図形等の視覚による認識が不可能又は著しく困難な程度のもの[3]。
  - 幼稚部・小学部・中学部は、視覚障害のため、特別な指導や配慮が必要な幼児・学齢児童・生徒
  - 高等部本科普通科は、中学卒業以上で本校での教育を希望しそれが適切と認められるもの
  - 高等部本科保健理療科は、中学卒業以上であんまマッサージ指圧師の資格取得を希望するもの
  - 高等部専攻科保健理療科は、高校卒業以上であんまマッサージ指圧師の資格取得を希望するもの
  - 高等部専攻科理療科は、高校卒業以上であんまマッサージ指圧師・はり師・きゅう師の資格取得を希望するもの

## アクセス
- 神戸市営地下鉄ハーバーランド駅・JR神戸駅から南へ徒歩約5分
- 神戸高速鉄道高速神戸駅から南へ徒歩約10分

## 特筆
- 白杖は、訓練の授業で使用することはあっても原則として校内では使用しない[4]。
- 本校前の「盲学校前交差点」の信号機は、住宅街の真中にあるという事情から、視覚障害者が利用する通学路にもかかわらず音響式となっていない。音響装置の設置は本校および管轄の生田警察署とも今後の課題としている[5]。